# Гай Юлий Приск
Гай Юлий Приск (лат. Gaius Julius Priscus), префект претория в 243—246 годах.
Гай Юлий Приск родился в римской провинции Сирия, возможно в Дамаске. Он был сыном Юлия Марина, сирийского гражданина. Имя его матери неизвестно, но известно, что его братом был Марк Юлий Филипп, который был впоследствии императором и известен как Филипп I Араб. Приск вероятно был старше, чем Филипп, так как политическая карьера последнего была сделана благодаря влиянию Приска. Из некоторых надписей следует, что он был наместником провинции Месопотамии, потом прокуратором Македонии и александрийским судебным служащим.
Приск стал членом преторианской гвардии около 242 года во время персидской кампании Гордиана III. Когда влиятельный префект претория Гай Фурий Тимесифей умер в 243 году, Приск стал на его место и уговорил Гордиана сделать вторым префектом своего брата. Следующий год братья были практически регентами Гордиана. Вскоре император был убит восставшими солдатами в 244 году, а Филипп стал новым императором. Приск остался на Востоке, в то время как Филипп отправился в Рим.
Приск занимал должность rector Orientis и управлял несколькими провинциями на Востоке. Его правление было тяжелым для населения. После указа брата, Приск собрал с населения очень большие налоги, что в конечном итоге привело к восстанию Иотапиана. По-видимому, Приску удалось подавить восстание. Ничего неизвестно о его дальнейшей судьбе после начала восстания Иотапиана, и вполне вероятно, что он погиб во время восстания. Хотя возможно, что он умер и естественным путём после восстания. Возможно, Приск был родственником узурпатора Тита Юлия Приска.